# Sinningia hirsuta
Sinningia hirsuta är en tvåhjärtbladig växtart som först beskrevs av John Lindley, och fick sitt nu gällande namn av Nichols.. Sinningia hirsuta ingår i släktet Sinningia och familjen Gesneriaceae. Inga underarter finns listade i Catalogue of Life.